# Duvalius starivlahi
Duvalius starivlahi is een keversoort uit de familie van de loopkevers (Carabidae). De wetenschappelijke naam van de soort is voor het eerst geldig gepubliceerd in 2000 door B.Gueorguiev; S.Curcic & B.Curcic.